# Jeffrey Eugenides

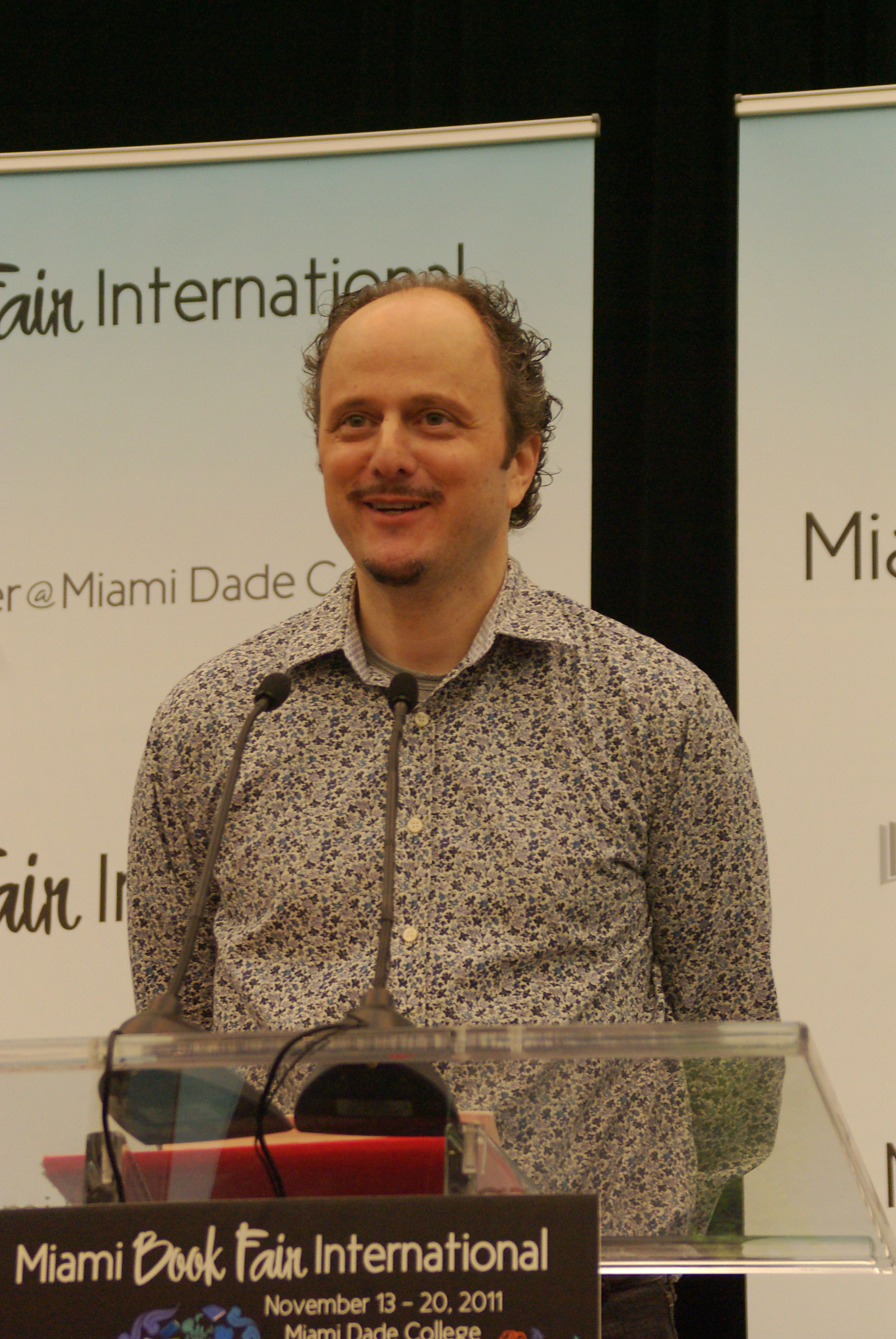
Jeffrey Eugenides (2011)

Jeffrey Kent Eugenides [ˈdʒɛfɹɪ juˈdʒɛnɪdis] (* 8. März 1960 in Detroit, Michigan) ist ein US-amerikanischer Schriftsteller.

## Leben und Wirken
Eugenides wurde in Grosse Pointe, einer der wohlhabendsten Städte der USA  und Vorort von Detroit, geboren. Seine Mutter Wanda stammt  aus einer englisch-irischen Familie, sein Vater war ein Hypothekenbankier, dessen Eltern aus Griechenland einwanderten, eine Erfahrung, die Eugenides in seinen Roman Middlesex einarbeitete. Er ist der jüngste von drei Söhnen.
Eugenides besuchte die renommierte University Liggett School in Grosse Pointe und studierte anschließend Englisch und Creative Writing an der Brown University (dem zentralen Schauplatz seines Romans The Marriage Plot). Er erwarb dort 1983 einen Bachelor-Abschluss (magna cum laude), 1986 folgte ein Master-Abschluss an der Stanford University.
Sein erster Roman The Virgin Suicides (deutsch Die Selbstmord-Schwestern) wurde 1999 von Sofia Coppola verfilmt. Sein 2002 veröffentlichter Roman Middlesex gewann im Jahr 2003 den Pulitzer-Preis. 2015 wurde dieser Roman von der BBC-Auswahl der besten 20 Romane von 2000 bis 2014 zu einem der bislang bedeutendsten Werke dieses Jahrhunderts gewählt. Im Jahr 2005 veröffentlichte er einen Band mit Erzählungen unter dem Titel Air Mail. Im Oktober 2011 erschien sein dritter Roman: Die Liebeshandlung (The Marriage Plot) ist eine Dreiecksgeschichte, die im Milieu einer amerikanischen Elite-Universität spielt. Die Literaturstudentin Madeleine wird von zwei Kommilitonen umworben: dem manisch-depressiven Leonhard und dem Studenten Mitchell, der in seiner biografischen Beschreibung dem Autor ähnelt. Neben der Liebesgeschichte lässt Eugenides seine Charaktere vor dem Hintergrund literaturkritischer Überlegungen unter anderem von Roland Barthes diskutieren.
In deutscher Übersetzung erschienen seine Bücher im Rowohlt Verlag. Im März 2022 wurde bekannt, dass er in Zukunft seine Werke bei der dtv Verlagsgesellschaft veröffentlichen werde.
Von 1999 bis 2004 lebte Eugenides mit seiner Familie als Gast des Deutschen Akademischen Austauschdienstes (DAAD) in Berlin.  Ab 2007 lebte er in Princeton, New Jersey, wo er an der Princeton University eine Professur für Creative Writing innehatte. Seit 2018 lehrt er an der New York University Creative Writing und hat die dortige Lewis and Loretta Glucksman-Professur in American Letters inne. 

## Auszeichnungen
- 2003 Pulitzer-Preis für den Roman Middlesex
- 2003 WELT-Literaturpreis
- Berlin Prize Fellow Class of Spring 2001 der American Academy in Berlin
- 2013 Grand Prix de l’Héroïne Madame Figaro für Le Roman du mariage, der französischen Übersetzung von The Marriage Plot
- 2013 Mitglied der American Academy of Arts and Sciences
- 2018 Mitglied der American Academy of Arts and Letters

## Werke
- The Virgin Suicides. Farrar, Straus and Giroux, New York 1993, ISBN 0-374-28438-5.
  - Die Selbstmord-Schwestern. Aus dem Amerikanischen von Mechthild Sandberg-Ciletti und Eike Schönfeld. Byblos, Berlin 1993, ISBN 3-929029-12-X. Neuausgabe: Rowohlt, Reinbek bei Hamburg 2004, ISBN 3-498-01671-7.
- Air Mail: Erzählungen. Aus dem Amerikanischen von Cornelia C. Walter und Eike Schönfeld. Rowohlt, Reinbek bei Hamburg 2003, ISBN 3-499-23605-2.
- Middlesex. Farrar, Straus and Giroux, New York 2002, ISBN 0-374-19969-8.
  - Middlesex. Aus dem Amerikanischen von Cornelia C. Walter und Eike Schönfeld. Rowohlt, Reinbek bei Hamburg 2003, ISBN 3-498-01670-9.
- My Mistress's Sparrow Is Dead. Anthologie. Harper, New York 2008, ISBN 978-0-06-124037-9.
  - Der Spatz meiner Herrin ist tot: Große Liebesgeschichten der Weltliteratur. Anthologie. Herausgeber Jeffrey Eugenides. Rowohlt, Reinbek bei Hamburg 2009, ISBN 978-3-499-25222-8.
- The Marriage Plot. Farrar, Straus and Giroux, New York 2011, ISBN 978-0-374-20305-4.
  - Die Liebeshandlung. Roman. Aus dem Amerikanischen von Uli Aumüller und Grete Osterwald. Rowohlt, Reinbek bei Hamburg 2011, ISBN 978-3-498-01674-6.
- Fresh Complaint: Stories. Farrar, Straus and Giroux, New York 2017, ISBN 978-0-374-20306-1.
  - Das große Experiment. Aus dem Amerikanischen von Gregor Hens und anderen. Rowohlt, Reinbek bei Hamburg 2018, ISBN 978-3-498-01675-3.

## Filmografie
- 1999: The Virgin Suicides, Regie Sofia Coppola